# العلاقات الإندونيسية اللبنانية
تأسست العلاقات الإندونيسية اللبنانية رسمياً في 1950، حيث يمثل اندونيسيا سفارتها في بيروت وقنصلية عامة في طرابلس، في حين يمثل لبنان سفارته في جاكرتا.
توجد جمعية الصداقة اللبنانية الاندونيسية في بعبدا في شارع طريق القصر الجمهوري، بناية سفارة اندونيسيا بقضاء بعبدا.

## التاريخ
بدأت العلاقات الثنائية بين إندونيسيا ولبنان بتقدير قانوني للجمهورية الإندونيسية من قبل الرئيس اللبناني بشارة الخوري في 29 يوليو 1947، حيث كانت لبنان هي الدولة الثالثة التي تعترف بسيادة إندونيسيا بعد دولتي مصر وسوريا، وقد تأسست العلاقات الدبلوماسية رسمياً في 1950، من خلال السفارة الإندونيسية في القاهرة المعتمدة لدى لبنان.
في منتصف الخمسينيات من القرن الماضي أنشأت إندونيسيا مكتبها التمثيلي في بيروت وأغلق خلال الحرب الأهلية اللبنانية في عام 1976. وافتتحت السفارة اللبنانية في جاكرتا في 1995، وأسست إندونيسيا سفارتها في بيروت عام 1996، وقنصلية عامة في طرابلس عام 1997، وهي ثاني أكبر مدينة في لبنان.
في 2006 أرسلت إندونيسيا وحدة تضم أكثر من 1000 جندي كأعضاء في قوة الأمم المتحدة لحفظ السلام في جنوب لبنان.

## التجارة
وصلت التجارة الثنائية بين لبنان وإندونيسيا في عام 2017 إلى أعلى مستوى لها حيث بلغ 108.9 مليون دولار، و قد سجل فائض نسبه 90 في المائة إلى إندونيسيا، وذلك وفقاً لبيانات وإحصائيات الجمارك اللبنانية.
في فبراير 2019 قال السفير الاندونيسي في لبنان «حاجريانتو طهاري» ان اندونيسيا يمكن ان تزيد من حجم التجارة مع لبنان.

## مقارنة بين البلدين
| وجه المقارنة                                              | إندونيسيا                                                                                              | لبنان                                                                    |
| --------------------------------------------------------- | --- | ------------------------------------------------------------------------ |
| المساحة                                                   | 1,904,570                                                                                              | 10,452                                                                   |
| السكان                                                    | 261,115,456                                                                                            | 6,100,075                                                                |
| الكثافة السكانية (ن./كم²)                                 | 137.0994271672871                                                                                      | 583.6275353999234                                                        |
| العواصم                                                   | جاكرتا ،يوغياكارتا ،بوكيتنغي ،جاكرتا                                                                   | بيروت                                                                    |
| لغة رسمية                                                 | لغة إندونيسية                                                                                          | اللغة العربية ،لغة فرنسية                                                |
| العملة                                                    | روبية إندونيسية                                                                                        | ليرة لبنانية                                                             |
| الناتج المحلي الإجمالي (بليون دولار)                      | 1,015,539,017,536                                                                                      | 51,844,487,742                                                           |
| الناتج المحلي الإجمالي (تعادل القوة الشرائية) بليون دولار | 2,848,027,523,590                                                                                      | 81,537,465,623                                                           |
| الناتج المحلي الإجمالي الاسمي للفرد دولار أمريكي          | 3,346                                                                                                  | 8,047                                                                    |
| الناتج المحلي الإجمالي للفرد دولار أمريكي                 | 10,517                                                                                                 | 17,462                                                                   |
| مؤشر التنمية البشرية                                      | 0.684                                                                                                  | 0.769                                                                    |
| رمز المكالمات الدولي                                      | +62 | +961                                                                     |
| رمز الإنترنت                                              | .id | .lb                                                                      |
| المنطقة الزمنية                                           | Indonesia Western Standard Time ‏ - Indonesia Central Standard Time ‏ - Indonesia Central Standard Time ‏ | ت ع م+02:00 - ،ت ع م+03:00 - توقيت شرق أوروبا - توقيت شرق أوروبا الصيفي ‏ |

## روابط خارجية
- موقع سفارة لبنان في جمهورية اندونيسيا - جاكرتا www.jakarta.mfa.gov.lb/indonesia/english/home
- سفارة اندونيسيا في بيروت، لبنان
- سفارة لبنان في جاكرتا، اندونيسيا